# Кивинен, Тару
Та́ру Ки́винен (фин. Taru Kivinen) — финская кёрлингистка.
В составе женской сборной Финляндии участник чемпионата мира 1987 (заняли девятое место) и двух чемпионатов Европы (лучший результат — девятое место в 1985).
Играла на позициях второго и четвёртого.

## Команды
| Сезон   | Четвёртый    | Третий          | Второй          | Первый          | Турниры            |
| ------- | ------------ | --------------- | --------------- | --------------- | ------------------ |
| 1985—86 | Яана Йокела  | Нина Ахвенайнен | Тару Кивинен    | Кирси Есканен   | ЧЕ 1985 (9 место)  |
| 1986—87 | Тару Кивинен | Яана Йокела     | Кирси Есканен   | Нина Ахвенайнен | ЧЕ 1986 (10 место) |
| 1986—87 | Тару Кивинен | Яана Йокела     | Нина Ахвенайнен | Кирси Есканен   | ЧМ 1987 (9 место)  |

(скипы выделены полужирным шрифтом)